# Connie Binsfeld
Connie Berube Binsfeld  (* 18. April 1924 in Munising, Michigan; † 12. Januar 2014 in Glen Lake,  Michigan) war eine US-amerikanische Politikerin. Zwischen 1991 und 1999 war sie Vizegouverneurin des Bundesstaates Michigan.

## Werdegang
Connie Berube, so ihr Geburtsname, wuchs während der Weltwirtschaftskrise und der Großen Depression Anfang der 1930er Jahre auf. Sie besuchte die öffentlichen Schulen ihrer Heimat und das Siena Heights College. Damals lernte sie ihren späteren Ehemann John Binsfeld kennen, der zu jener Zeit Soldat war. Nach dem Ende seiner Militärzeit heiratete das Paar. Connie Binsfeld schlug als Mitglied der Republikanischen Partei eine politische Laufbahn ein. Drei Mal wurde sie in den Bezirksrat des Leelanau County gewählt. Zwischen 1975 und 1982 war sie Abgeordnete im Repräsentantenhaus von Michigan; von 1983 bis 1990 saß sie im Staatssenat. Im August 1988 nahm sie als Delegierte an der Republican National Convention in New Orleans teil, auf der George Bush als Präsidentschaftskandidat nominiert wurde.
1990 wurde Binsfeld an der Seite von John Engler zur Vizegouverneurin von Michigan gewählt. Dieses Amt bekleidete sie zwischen 1991 und 1999. Dabei war sie Stellvertreterin des Gouverneurs und Vorsitzende des Staatssenats. Sie setzte sich unter anderem für die Kinder ihres Staates ein und gründete die Binsfeld Children’s Commission. Im Jahr 1998 verzichtete sie auf eine weitere Kandidatur. Sie starb am 12. Januar 2014 im Alter von 89 Jahren in Glen Lake.